# Flugan (novell)
Flugan (engelska: The Fly) är en science fiction-novell skriven av George Langelaan, ursprungligen publicerad i juni 1957 i tidskriften Playboy. Den har senare filmatiserats, 1958 och 1986 och blev 2008 även en opera.

## Handling
Berättelsen handlar om  François Delambre, som efter ett misslyckat teleporteringsexperiment förvandlas till en blandning av husfluga och katt.

## Kulturella referenser
- Koncepten för två avsnitt av 1987 års tecknade TV-serie om Teenage Mutant Ninja Turtles, båda från 1988, är löst baserade på denna berättelse. I "Enter: the Fly" blir Baxter Stockman en människofluga då hans DNA korsas med en fluga i utplånaren i Teknodromen.[2] I "The Catwoman from Channel 6" blir April O'Neil en katt då hon ska fotografera den materiatransportör som Shredder använder, men en katt går emellan då hon stiger in i maskinen.[3]

### Fotnoter
1. ↑  ”Cronenbergs Flugan i operaversion”. Sveriges Radio. 4 juli 2008. Arkiverad från originalet den 2 mars 2016. https://web.archive.org/web/20160302145715/http://sverigesradio.se/sida/artikel.aspx?programid=1012&artikel=2174405. Läst 25 september 2014.
2. ↑  ”Enter: The Fly” (på engelska). TV.com. 12 november 1988. http://www.tv.com/shows/teenage-mutant-ninja-turtles-1987/enter-the-fly-57350/. Läst 24 september 2014.
3. ↑  ”The Catwoman From Channel Six” (på engelska). TV.com. 26 december 1988. Arkiverad från originalet den 11 september 2014. https://web.archive.org/web/20140911003900/http://www.tv.com/shows/teenage-mutant-ninja-turtles-1987/the-catwoman-from-channel-six-57355/. Läst 24 september 2014.